# كاتارينا زافاتسكا
كاتارينا فيتالييفنا زافاتسكا (الأوكرانية: Катаріна Віталіївна Завацька ؛ ولدت في 5 فبراير 2000) لاعبة تنس أوكرانية، حصلت على أفضل تصنيف فردي لها في المرتبة رقم 103 عالميًا ، وتحقق ذلك في 3 فبراير 2020 ، وترتيب الزوجي الأعلى في مسيرتها المهنية رقم 381 ، الذي تم الوصول إليه في 10 مايو 2021. وقد فازت بستة ألقاب فردية.